# Niccolò Ammaniti
Niccolò Ammaniti (Roma, 25 de setembre de 1966) és un escriptor italià.

## Biografia
Nascut a Roma el 25 de setembre de 1966, Ammaniti inicià estudis de ciències biològiques.
La seva primera novel·la, titulada branchie! va ser publicada per Ediesse l'any 1994; posteriorment, el 1997 Einaudi en va adquirir els drets. El llibre explica la història paradoxal d'un noi romà que té un tumor i que, a desgrat seu, es veu catapultat a l'Índia on li passen una sèrie d'aventures desagradables i extravagants. De fet, un nombre important dels seus protagonistes en novel·les posteriors també seran nens o adolescents (Io e te; Ti prendo e ti porto via, ...). El 1997 se'n va fer el film titulat Branchie protagonitzat per Gianluca Grignani i Vanentina Cervi, dirigida per Francesco Ranieri Martinotti, i amb escenografia compartida amb Fulvio Ottaviano. Malgrat l'elevat pressupost, el film no va tenir l'èxit esperat.
L'any 1995 havia publicat, juntament amb el pare Massimo, un famós metge psiquiatre, l'assaig Nel nome del figlio, editat per Mondadori. L'any següent (1996) participa en el film de baix pressupost Cresceranno i carciofi a Mimongo dirigit per Fulvio Ottaviano.
El mateix any participa en l'antologia Gioventú cannibale, coordinada per Daniele Brolli i publicada per Einaudi amb una narració escrita a quatre mans amb Luisa Bracaccio (a partir d'aquí esdevé un dels principals representants del grup d'escriptors italians anomenats els "caníbals") i veu publicat per Mondadori Fango, un recull de narracions que conté, entre d'altres, els textos Vivere e morire al Prenestino i L'ultimo capodanno dell'umanità; D'aquest últim text es va extreure –l'any 1998- el film de Marco Risi 
L'ultimo capodanno, en l'escenografia de la qual va participar el mateix Ammaniti.
L'any 1999 veu la llum la seva novel·la Ti prendo e ti porto via, publicada també per Mondadori. La notorietat a nivell nacional li arriba l'any 2001 quan publica la novel·la Io non ho paura, que dos anys més tard dona lloc al film homònim dirigit per Gabriele Salvatores. Aquesta novel·la seva ha estat especialment difosa a Catalunya en tant que és lectura obligada en diverses Escoles oficials d'idiomes.
El 2004 escriu el guió de la pel·lícula Il siero della vanità, dirigida per Alex Infascelli. El 2006 es publica la seva novel·la Come Dio comanda (Mondadori) que té una molt bona acollida per part del públic, però amb diversitat d'opinions per part de la crítica; així i tot, el 2007 la novel·la obté el premi Strega; a més, el llibre també rep una adaptació per a la pantalla gran per part, novament, de Salvatores, en el film homònim (2008).
El 2009 publica –a Einaudi- la novel·la Che la festa cominci amb la qual obté una candidatura al premi Alabarda d'oro corresponent al 2010.
D'ençà del 17 de setembre de 2005 està casat amb l'actriu Lorenza Indovina.

## Obres

### Novel·les
- branchie!, Roma, Ediesse, 1994. ISBN 88-230-0135-8; Branchie, Torino, Einaudi, 1997. ISBN 88-06-14354-9.
- Ti prendo e ti porto via, Milà, Mondadori, 1999. ISBN 88-04-46824-6.
- Io non ho paura, Torí, Einaudi, 2001. ISBN 88-06-14210-0. Edició catalana: Jo no tinc por, Barcelona, Empúries, 2002.
- Come Dio comanda, Milà, Mondadori, 2006. ISBN 88-04-50279-7. Edició catalana: Com Déu mana, Barcelona, Empúries, 2007.
- Che la festa cominci, Torí, Einaudi, 2009. ISBN 978-88-06-19101-6. Edició catalana: Que comenci la festa, Barcelona, Angle Editorial, 2011.
- Io e te, Torí, Einaudi, 2010. ISBN 978-88-06-20680-2. Edició catalana: Tu i jo, Barcelona, Angle editorial, 2012.
- Anna, Torí, Einaudi, 2015. ISBN 978-88-06-22775-3. Edició catalana: Anna, Barcelona, Angle Editorial, 2016.

### Narracions
- La figlia di Siva, a La giungla sotto l'asfalto, Roma, Ediesse, 1993.
- Seratina, amb Luisa Brancaccio, a Gioventù cannibale, Torí, Einaudi, 1996. ISBN 88-06-14268-2.
- Fango, Milà, Mondadori, 1996. ISBN 88-044-0667-4.
- Alba tragica, a Tutti i denti del mostro sono perfetti, Milà, Mondadori, 1997. ISBN 88-04-43806-1.
- Enchanted Music & Light Records, amb Jaime D'Alessandro, a Il fagiano Jonathan Livingston. Manifesto contro la new age, Roma, Minimum Fax, 1998. ISBN 88-865-6853-3.
- L'amico di Jeffrey Dahmer è l'amico mio, a Italia odia, Milà, Mondadori, 2000.
- Fa un po' male, a MicroMega núm. 3, juliol-setembre 2002.
- Sei il mio tesoro, a Crimini, Torí, Einaudi, 2005. ISBN 88-06-17576-9.
- Giochiamo? Due racconti letti dagli autori, amb Antonio Manzini, 2 CD + llibre, Milà, Mondadori, 2008. ISBN 9788804584056.
- Il momento è delicato, Torí, Einaudi, 2012. ISBN 978-88-06-21240-7.

### Altres
- Nel nome del figlio. L'adolescenza raccontata da un padre e da un figlio, amb Massimo Ammaniti, Milà, Mondadori, 1995. ISBN 88-04-39339-4.
- Anche il sole fa schifo. Radiodramma, Roma, Rai-Eri, 1997. ISBN 88-397-0987-8.
- Il libro italiano dei morti, a Rolling Stone Italia, núm. 15-40, gener 2005 – febrer 2007, guió d'Il siero della vanità d'Alex Infascelli (2004).

## Transposicions al cinema
- L'ultimo capodanno, direcció de Marco Risi (1998)
- Branchie, direcció de Francesco Ranieri Martinotti (1999)
- Io non ho paura, direcció de Gabriele Salvatores (2003)
- Come Dio comanda, direcció de Gabriele Salvatores (2008)
- Io e te, direcció de Bernardo Bertolucci (2012)